# 장크리스토프 요코즈
장크리스토프 요코즈(Jean-Christophe Yoccoz, 1957년 5월 29일 ~ 2016년 9월 3일)은 프랑스의 수학자이다. 1985년 마이클 헤르만(Michael Herman)의 지도아래에서 박사학위를 받았다. 1994년에는 동역학계에서 콜모고로프-아르놀트-모저 정리를 좀 더 수학적으로 일반화시킨 연구로 필즈 메달을 수상하였다. 공식적으로 언급된 공로는 "동역학계에 관한 많은 연구 결과에 대해 더욱 단순한 증명을 도출, 일반적으로 확장한 것"이다. 요코즈는 망델브로 집합에도 기여했다. 1985년 아드리엥 두아디와 존 허버드는 수렴하는 영역과 주기적인 변화가 결합된 듯한 독특한 집합의 영역이 "한 조각"(연결된 집합)임을 밝혔는데, 장크리스토프 요코즈는 이어 경계선상에 있지 않은 각각의 점은 한 덩어리로 된 집합으로 둘러싸여 있음을 증명한 것이다. 1994년 10월 24일에는 프랑스 과학 아카데미의 회원으로 선출되었으며,  콜레주 드 프랑스의 교수였다.